# 1981 في ألمانيا
فيما يلي قوائم الأحداث التي وقعت خلال عام 1981 في ألمانيا.

## سياسة

### تعيين في المنصب
- 11 يونيو – ريتشارد فون فايتسكر عمدة برلين.

### انتهاء فترة المنصب
- 1 يناير – روديغر فون فيشمار مندوب ألمانيا الدائم لدى الأمم المتحدة ‏.
- 1 يناير – ريتشارد فون فايتسكر عضو في البوندستاغ الألماني.
- 1 يناير – كلاوس شوتس سفير ألمانيا لدى إسرائيل.

## رياضة
- 2 أغسطس – جائزة ألمانيا الكبرى 1981 الفائز نيلسون بيكيه.

## أفلام
من الأفلام التي صدرت هذه السنة في ألمانيا:
- 1 يناير – القارب من إخراج ولفغانغ بيترسن.
- 1 يناير – ليفوساير من إخراج فولكر شلوندورف.
- 1 يناير – ميفيستو من إخراج استفان زابو.

## برامج ومسلسلات وأنمي
- القارب

## مواليد

### يناير
- 1 يناير – سوفي شتاينر ممثلة ألمانية.
- 2 يناير – هانو باليتش لاعب كرة قدم ألماني.
- 15 يناير – فانيسا هينكه لاعبة كرة مضرب ألمانية.
- 28 يناير – فلوريان شنيتزر لاعب هوكي جليد ألماني.
- 29 يناير – توماس برويتش لاعب كرة قدم ألماني.

### فبراير
- 14 فبراير – دانيال بروكنر لاعب كرة قدم ألماني.
- 24 فبراير – جمال المعايطة لاعب كرة سلة أردني.

### مارس
- 5 مارس – كريستيان نيز درّاج طريق ألماني.
- 7 مارس – سليم تيبر لاعب كرة قدم.
- 8 مارس – تيمو بول لاعب تنس طاولة ألماني.
- 15 مارس – ميكائيل فورسيل لاعب كرة قدم فنلندي.
- 18 مارس – توم شتاركه لاعب كرة قدم ألماني.
- 25 مارس – فرات جليك ممثل تركي.
- 29 مارس – نادين هاردتر لاعبة كرة يد ألمانية.

### أبريل
- 1 أبريل – أسلي بيرم ممثلة ألمانية.
- 9 أبريل – دومينيك ميفيرت لاعب كرة مضرب ألماني.
- 13 أبريل – سيمون جرول لاعب كرة مضرب ألماني.
- 27 أبريل – ساندي مولينغ مغنية ألمانية.

### يونيو
- 1 يونيو – توربين ماركس لاعب كرة قدم ألماني.
- 5 يونيو – سيرهات اكين لاعب كرة قدم تركي.
- 14 يونيو – ستيفن هامان لاعب كرة سلة ألماني.
- 16 يونيو – بنيامين بيكر لاعب كرة مضرب ألماني.
- 25 يونيو – يان جاغلا لاعب كرة سلة ألماني.

### يوليو
- 21 يوليو – ستيفان شوماخر درّاج طريق ألماني.

### أغسطس
- 1 أغسطس – كريستوفر هيميروث لاعب كرة قدم ألماني.
- 4 أغسطس – بينيامين لاوث لاعب كرة قدم ألماني.
- 5 أغسطس – مايك فرانز لاعب كرة قدم ألماني.
- 16 أغسطس – دينيس جريملماير لاعب كرة مضرب ألماني.
- 23 أغسطس – ستيفان لوبوي لاعب كرة قدم إيفواري.

### سبتمبر
- 14 سبتمبر – ستيفان ريزينغر لاعب كرة قدم ألماني.
- 23 سبتمبر – نتالي هورلر
- 25 سبتمبر – أكسل فيشر ممثل ألماني.
- 28 سبتمبر – تريكسي ووراك
- 29 سبتمبر – شاين سميلتز لاعب كرة قدم نيوزلندي.
- 30 سبتمبر – كريستينا بارويس لاعبة كرة مضرب ألمانية.

### أكتوبر
- 1 أكتوبر – دافيد يليديل لاعب كرة قدم أمريكي.
- 17 أكتوبر – تيمو أوكس لاعب كرة قدم ألماني.
- 30 أكتوبر – نيكو كريست لاعب تنس طاولة ألماني.

### نوفمبر
- 3 نوفمبر – جيرمين جونز لاعب كرة قدم ألماني.
- 19 نوفمبر – أندريه لوتيرير سائق سيارة سباق ألماني.
- 20 نوفمبر – كارلوس بوزر لاعب كرة سلة أمريكي.

### ديسمبر
- 17 ديسمبر – تيم فايسه لاعب كرة قدم ألماني.
- 18 ديسمبر – كريم بن يمينة لاعب كرة قدم.

## وفيات

### يناير
- 1 يناير – ريكاردو وولف (مواليد 1887)

### فبراير
- 6 فبراير – فريدريكا من هانوفر (مواليد 1917)
- 8 فبراير – ياكوب بيندر (مواليد 1910) لاعب كرة قدم ألماني.

### مارس
- 7 مارس – هيلدا كراهوينكيل سبيرلنغ (مواليد 1908)
- 10 مارس – ماكس دلبروك (مواليد 1906)

### أبريل
- 4 أبريل – كارل لودفيش سيغل (مواليد 1896) رياضياتي ألماني.
- 30 أبريل – بيتر هوخل (مواليد 1903) شاعر ألماني.

### مايو
- 24 مايو – هانز فير (مواليد 1909)

### يونيو
- 10 يونيو – فيلبس فيلبس (مواليد 1897) سياسي أمريكي.
- 19 يونيو – لوتا رينيجر (مواليد 1899)
- 24 يونيو – مارثا ألبراند (مواليد 1914)

### يوليو
- 17 يوليو – جوتشلك (مواليد 1904)

### سبتمبر
- 1 سبتمبر – ألبرت شبير (مواليد 1905)
- 26 سبتمبر – لودفيغ غولدبرونر (مواليد 1908) لاعب كرة قدم ألماني.

### نوفمبر
- 15 نوفمبر – فالتر هايتلر (مواليد 1904) فيزيائي ألماني.
- 22 نوفمبر – هانس كريبس (مواليد 1900)

### ديسمبر
- 9 ديسمبر – فرانز أوليندورف (مواليد 1900) فيزيائي إسرائيلي.